# Magureny
Magureny románul: Măgureni, falu Romániában, Erdélyben, Hunyad megyében.

## Fekvése
Szászvárostól délkeletre fekvő település.

## Története
Magureny nevét 1888-ban említette először oklevél Magureny  néven.
A trianoni békeszerződés előtt Hunyad vármegye Szászvárosi járásához tartozott.
1910-ben 113 lakosából 5 magyar, 108 román volt. Ebből 5 római katolikus, 6 görögkatolikus, 102 görög keleti ortodox volt.